# ب‌ام‌و سری ۶ (ای۲۴)

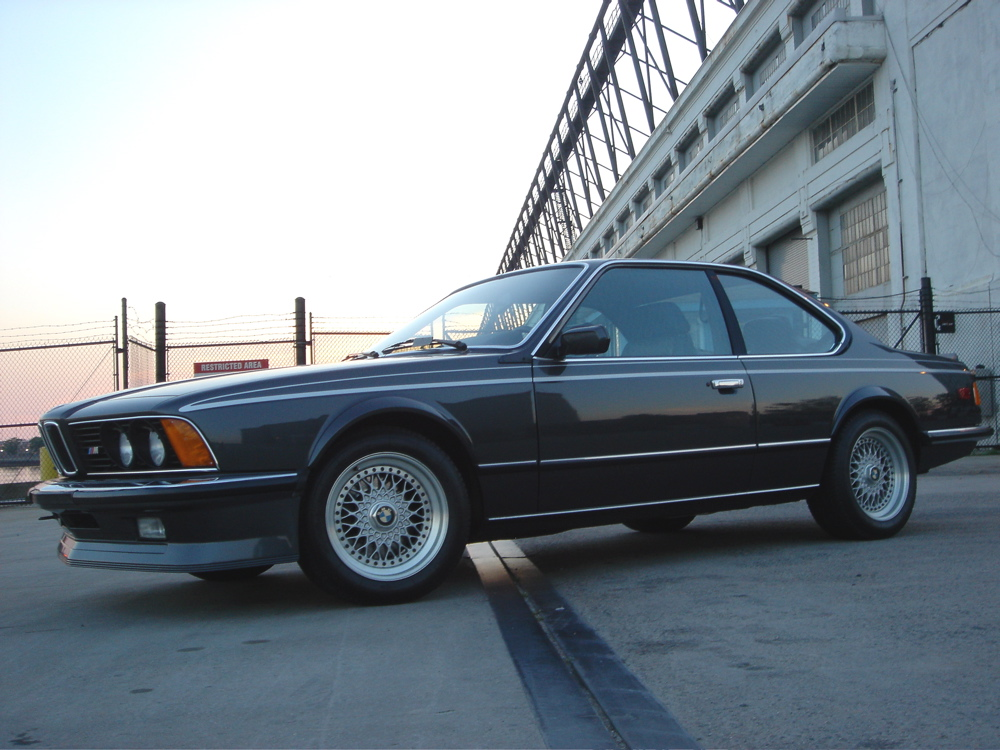

ب‌ام‌و ای۲۴ (BMW E۲۴) خودرویی است که در سال‌های ۱۹۷۶ تا ۱۹۸۷ تعداد ۸۶٬۲۱۶ تولید شده است.
طراحی آن خودروهای موتور جلو-محور عقب بوده طول آن در حالت طبیعی ۴٬۷۵۵ میلیمتر (۱۸۷٫۲ اینچ)، عرض آن در حالت طبیعی ۱٬۷۲۵ میلیمتر (۶۷٫۹ اینچ)، ارتفاع آن در حالت طبیعی ۱٬۳۶۵ میلیمتر (۵۳٫۷ اینچ) و وزن آن در حالت طبیعی ۱٬۴۵۰ کیلوگرم (۳٬۲۰۰ پوند) است. سیستم جعبه‌دندهٔ آن به دو صورت خودکار و دستی است.